# Amirim

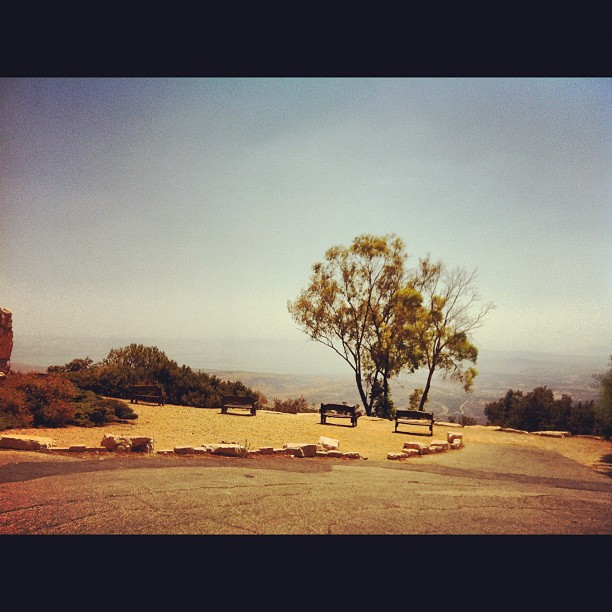
Vedere din Amirim spre Marea Galileei (Lacul Kineret sau Tiberiada)

Amirim (în ebraică: אמירים) este un moșav și sat de vilegiatură vegetarian din Israel, aflat în centrul Galileei de Sus, la 15 km  sud-vest de orașul Tzfat, pe șoseaua Karmiel-Tzfat.
Este cunoscut, între altele, pentru practicarea vegetarianismului și a așa numitei agriculturi organice. Moșavul face parte din Consiliul regional Merom Hagalil. Localitatea este situată la altitudinea de 650 metri pe un deal privind spre Marea Galileei (Lacul Kineret), pe versantul sudic al Muntelui Meron. O pădure o protejează de bătaia vânturilor de iarnă. În anul 2021 numărul locuitorilor a fost de 871. 

## Numele
Localitatea își trage numele de cuvântul ebraic amir care înseamnă coroană de copac.

## Istorie

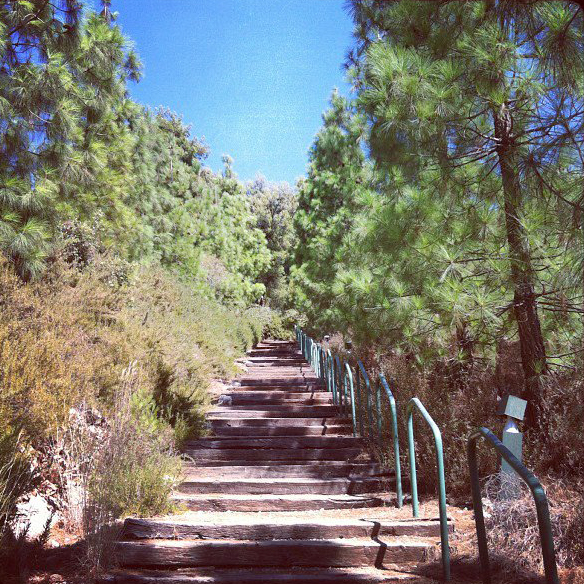
Vedere din Amirim

Așezarea a fost înființată în anul 1950 sub numele Parod Ilit de către imigranți evrei originari din Yemen, dar a fost abandonată după doi ani. Imigranți iemeniți au fost așezați aici între anii 1950-1953 într-o tabără de tip maabará ,numită Faradiya, lângă satul arab abandonat cu acelaș nume. Moșavul s-a reînființat în 1953 prin unirea unui număr de imigranți evrei din Maroc (grupul Shefa Bet) cu ce a rămas din maabaraua Faradiya, și a luat numele de Shefer. În 1956, în urma deplasării șoselei spre Tzfat, localitatea s-a despărțit în două moșavuri: Amirim și Shefer. 
În 1958 cu sprijinul Agenției Evreiești și a Mișcării cooperatiste a moșavurilor, s-a stabilit aici un grup de tineri, incluzând supraviețuitori ai Holocaustului originari din Polonia, și organizați în jurul Asociației vegetarienilor și a veganilor din Tel Aviv, cu gândul sa prima așezare de vegetarieni-vegani din Israel. Ei au introdus în localitate un mod de viață caracterizat de o alimentație considerată sanogenă, abținerea de la fumat, și de la folosirea de insecticide sintetice, etc. 
Din cauza acestei orientări, nu sunt aduse în localitate produse de carne și de pește, iar în spațiile ei publice, inclusiv în restaurante, curțile caselor, locuințe de inchiriat („zimmer”) pentru turiști etc nu se consumă carne și nu se fumează. 
Moșavul în forma sa nouă, a fost destinat să reunească 65 familii care să lucreze în livezi, în agricultura bazată pe irigații, aridocultură și în crescătorii de oi.
În 1958 a sosit în așezare și un grup de familii creștine din Ramura Davidică a Bisericii Adventiste de Ziua a Șaptea sub conducerea lui Ben și Lois Roden și au fondat "The Branch Organic Agricultural Association" cu scopul promovării „agriculturii organice”. Din cauza dificultății de a coopera cu regulile moșavului ei au părăsit locul, în cele din urmă, mutându-se la Ierusalim.
Amirim este un moșav locuit în principal de către evrei laici, care se declară orientați spre spiritualitate, dar și de câteva familii evreiești religioase observante și vegetariene.

## Turism
Amirim a fost printre primele moșavuri, care, profitând de apropierea de orașul Tzfat, care, în vremea aceea era o atracție turistică aparte, a înființat camere de închiriat pentru turiști, numite zimmer (tzimerim). Primele 13 zimmer au fost deschise în anul 1965. În localitate funcționează restaurante vegetariane și vegane, precum și institute de medicină alternativă. 

### Atracții și obiective importante
- Puncte de panoramă:În localitate sunt două puncte înalte de panoramă care privesc spre Lacul Tiberiada (Kineret)  Mitzpe Menahem  (în memoria aviatorului Menahem Kashtan) și Mitzpe Kineret. Deasupra localității, pe Muntele Mitzpe Hayamim  se află un punct de panoramă amenajat în memoria capitanului Omri Tal. Vara la Mitzpe Kineret au loc concerte. Cântăreața Mika Karni. care a locuit o vreme în moșav, a dat aici concerte în zilele de vineri.
- Într-o dumbravă se află o Grădină de sculpturi în care se pot vedea 20 statui donate de Muzeul Israel din Ierusalim. Între ele se remarcă și o sculptură de oțel de David Palombo.
- Moșavul se află nu departe de mormântul lui rabbi Shimon Bar Yohai, unul din precursorii Cabalei și erou al luptei contra romanilor. De asemenea posedă o sinagogă activă, o piscină semiolimpică, cu ore separate pentru publicul evreiesc religios.  De asemenea funcționează și o celulă a Organizației Tineretului Muncitoresc și Studios. (Hanòar haovéd vehaloméd)

### Personalități
- Israel Guri, politician și deputat în Knesset, a fost membru al moșavului în primii ani, Casa poporului (Beit Haam) a fost numită după el.
- Israel Hameiri, scriitor
- Doron Shefer, jucător de baschet
- Gideon Ron, medic care a fondat secția de medicina alternativă la Spitalul Ziv din Tzfat.